# Antonio Ausenda
Antonio Ausenda (Brivio, 22 febbraio 1926 – Brivio, 4 giugno 1992) è stato un ciclista su strada italiano, professionista dal 1949 al 1954. L'unico successo che colse in carriera fu la vittoria alla Coppa Agostoni 1949.

## Palmarès
- 1946 (dilettanti)

Medaglia d'Oro Città di Monza
Trofeo Baracchi
- 1949 (Wilier-Triestina, una vittoria)

Coppa Agostoni

## Piazzamenti

### Classiche monumento
- Giro di Lombardia

1949: 42º
1950: 73º
1951: 67º